# Кречетніков Михайло Микитович
Миха́йло Мики́тович Крече́тников (* 1729— † 9 (20) травня 1793, Меджибіж) — російський військовий і державний діяч, генерал від інфантерії.

## Біографія
Син тайного радника, президента Ревізіон-колегії М. С. Кречетникова. Предки по лінії батька були відомі у Великому Новгороді з XV століття. Його мати Катерина Григорівна Кречетникова (уроджена Собакіна), представниця однієї зі знатних родин.
Закінчив сухопутній шляхетський корпус, в чині секунд-майора брав участь у Семирічні війні. 1764 року Кречетникова визнано одним із найкращих полковників російської армії.
1768 року російські війська під командуванням генералів Кречетникова і Апраксіна здобули перемогу над загонами Барської конфедерації, захопивши в полон князя Яндоловича. На той час на Правобережній Україні спалахнуло гайдамацьке повстання і Катерина II дала наказ Кречетникову придушити його. Генерал Кречетников вислав до Умані полк донских козаків Гур'єва. Повсталі вирішили що нарешті до них прийшла допомога, але Кречетников і Гур'єв, заманивши ватажків гайдамаків, схопили їх. Після полону ватажків і знищення вже неорганізованих загонів гайдамак повстання невдовзі припинилося.
17 червня 1768 року, королівська та російські війська під командуванням Браницького та генерала Кречетникова атакували Бар. Бій тривав до півдня, але Адам Мрозовицький за значної допомоги власника замку Каєтана Гіжицького, який прийшов на допомогу конфедератам, успішно захистив Бар, а Браницького «вибили з його позиції і довго гнали». Згідно з іншим свідченням, у Барі була велика радість, «що гордий Браницький ганебно втік з розпорошеним королівським полком, ледве не потрапивши в полон, втікши, тільки щоб його шапка залишилася в трофеї».
Під час російсько-турецької війни 1768—1774 років відзначився під час облоги Хотина, за що отримав чин бригадира, а незабаром і генерал-майора. 1770 року за хоробрість у Кагульській битві і під час взятті Крайови був нагороджений орденом Святої Анни I ступеня. Потім під керівництвом графа П. О. Румянцева Михайло Микитович бився з турецькими військами на Дунаї.
1772 року його було призначено псковським генерал-губернатором. За його часів до складу губернії увійшли території, приєднані до Російської імперії за Першим розділом Польщі. 1773 року Кречетников був одним з комісарів, що встановили новий кордон із Річчю Посполитою.
У липні 1775 року йому надано чин генерал-поручника і його було призначено губернатором Тверської губернії. 24 серпня 1776 року, після видання «Установи про губернії», Кречетникову доручено відкрити нові губернії: Калузьку, Тульську і Рязанську, якими, як намісник, він керував до 1782 року, коли Рязанська губернія була вилучена з його підпорядкування. Того ж 1776 року губернатор зробив об'їзд всіх губерній і встановив їх межі, а також розмітив нові межі повітів. Кречетников був одним з перших, хто провів Генеральне межування земель, а «Атлас Калузької губернії», виданий 1782 року, було визнано зразковим і розіслано до всіх межових канцелярій і контор як приклад для складання губернських і повітових карт.
31 травня 1778 року Кречетникова було призначено головою особливої комісії, створеної указом Катерини II для поліпшення діяльності Тульського збройного заводу. У наказі комісії було перелічено пропозиції зброярів, подані в комісію із створення нового положення. В результаті діяльності комісії Кречетникова було нове Положення про Тульський збройний завод, затверджене 1782 року (замість Положення 1737 року). На заводі були зроблені певні поліпшення: виправлено дамбу, посилено нагляд за виробництвом зброї та реорганізовано розподіл робіт між майстрами.
Катерина II була особисто знайома з Кречетниковим, листувалася з ним. Його намісництво було заохочене орденами св. Олександра Невського, св. Володимира I ступеня, крім того в 1780 році він отримав 1016 душ селян чоловічої статі в Білорусі.
1790 року йому присвоєно звання генерал-аншефа. Того ж року призначено генерал-губернатором Малоросії (замість Петра Румянцева).
1792 року очолював російські військові з'єднання, які на заклик Тарговицької конфедерації 1792 року окупували Польщу. 1793 року був призначений генерал-губернатором правобережних українських земель, які 1793 року ввійшли до складу Російської імперії за Другим поділом Польщі.

6 (17 травня) 1793 року Катерина II пожалувала Кречетникову титул графа, але через три дні, 9 (20 травня), навіть не отримавши указу про це, він помер у містечку Меджибіж. Похований у Слуцьку в соборній церкві Слуцького Свято-Троїцького монастиря. На його пам'ятнику трьома мовами (російською, латиною та польською) написано: 
|  | Російських імператорських військ генерал-аншеф, сенатор, Тульський, Калузький і новоприєднаних областей від Речі Посполитої Польської до Імперії Російської генерал-губернатор, начальствуючий над всіма військами, що там перебувають і розташовані в трьох малоросійських губерніях і кавалер Орденів Св. Андрія Первозванного, Св. Олександра Невского, Св. Рівноапостольного Князя Володимира першого ступеня, Польських Білого Орла і Св. Станіслава і Великокнязівського Голштинського Св. Анни, граф Михайло Микитович Кречетников помер 9 травня 1793 року в Меджибожі, похований тут того ж року серпня 5 дня. |

## Див.також
- Російсько-турецька війна (1768—1774)
- Барська битва
- Тарговицька конфедерація
- Річ Посполита